# Argyroderma congregatum
Argyroderma congregatum är en isörtsväxtart som beskrevs av L. Bol. Argyroderma congregatum ingår i släktet Argyroderma och familjen isörtsväxter. Inga underarter finns listade i Catalogue of Life.

## Bildgalleri

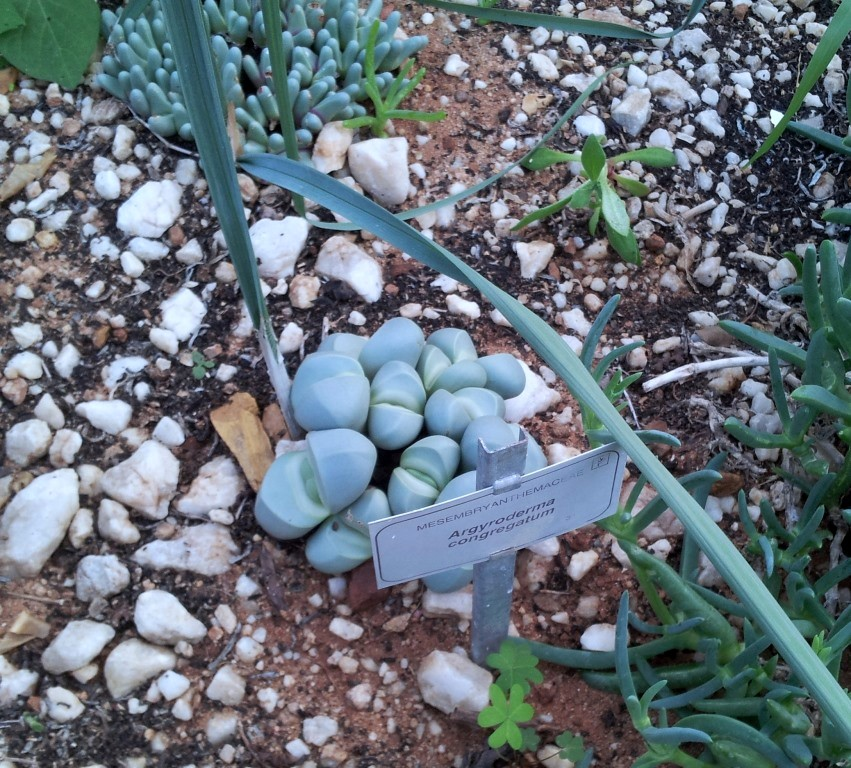
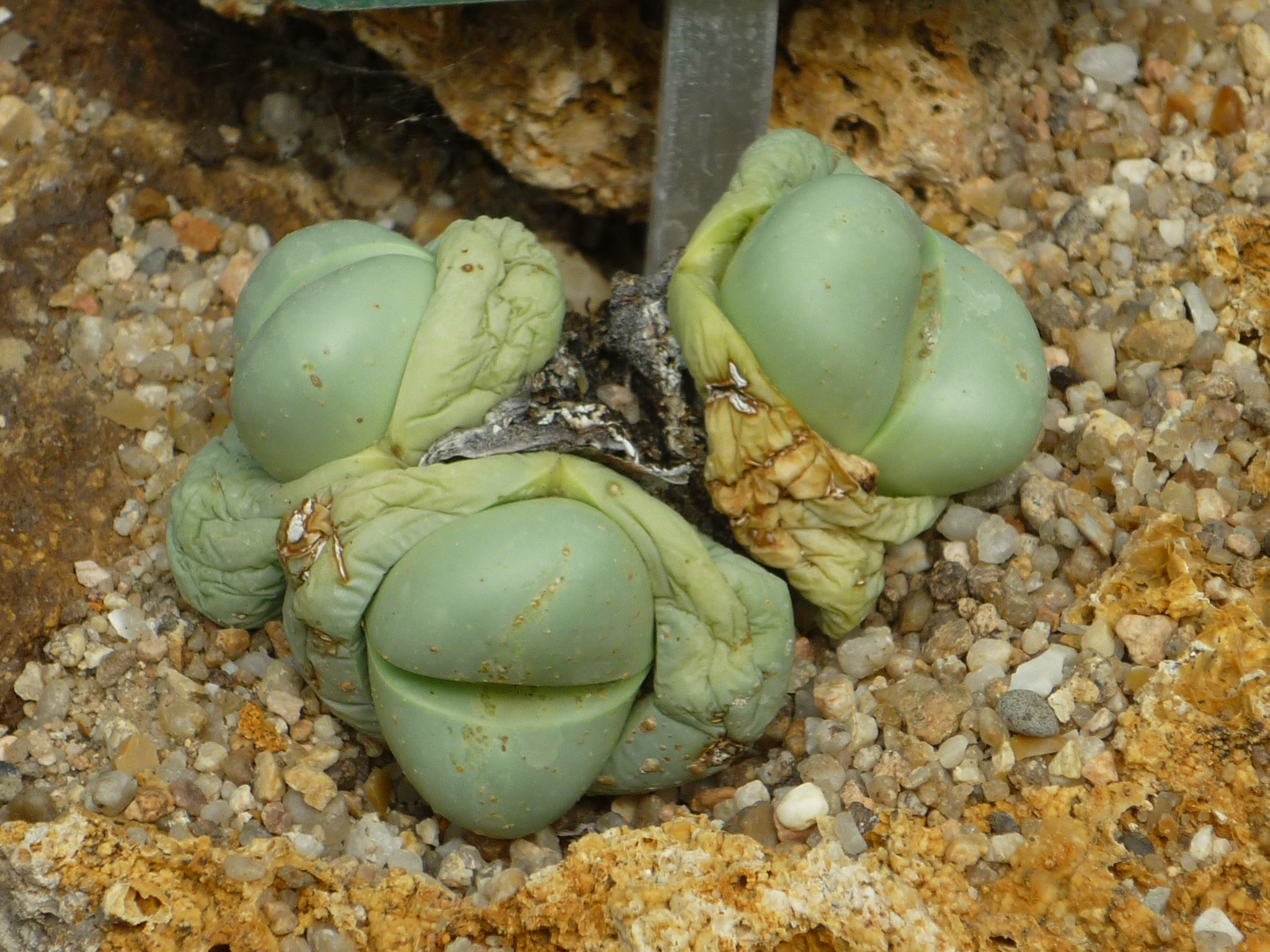